# Шелестюк Богдан Олександрович
Богдан Олександрович Шелестюк (нар. 17 травня 1990, Макіївка, Донецька область) - український боксер, представник напівсередніх вагових категорій. Виступав за збірну України з боксу в першій половині 2010-х років, чемпіон української національної першості, переможець і призер турнірів міжнародного значення, бронзовий призер чемпіонату Європи 2013 в Мінську.
Нині - тренер з боксу.
Молодший брат боксера Тараса Шелестюка.

## Біографія
Богдан Шелестюк народився 17 травня 1990 року в місті Макіївка Донецької області Української РСР. Займався боксом з раннього дитинства, тренувався разом зі своїм старшим братом Тарасом, який згодом теж став відомим боксером, ставав чемпіоном світу і призером Олімпійських ігор. Проходив підготовку під керівництвом тренерів Володимира Віннікова, Фелікса Приходько і Віталія Воловика.
Першого серйозного успіху на міжнародному рівні домігся в сезоні 2007 року, коли увійшов до складу української національної збірної та здобув перемогу на чемпіонаті Європи серед юніорів в Сербії, зокрема в фіналі взяв верх над росіянином Дмитром Полянським.
На чемпіонаті України 2010 року в Сумах зайняв в заліку першої напівсередньої вагової категорії друге місце, поступившись у вирішальному поєдинку Олександру Ключко. Виступив на міжнародному турнірі в Анкарі, де в 1/8 фіналу був переможений російським боксером Олександром Соляніковим.
У 2011 році був кращим на чемпіонаті України в Харкові, взявши в фіналі реванш у Ключко.
У 2012 році отримав бронзу на Меморіалі Миколи Мангера в Херсоні, поступившись на стадії півфіналів співвітчизнику Денису Берінчику. Брав участь у Всесвітньому студентському чемпіонаті в Баку.
Найбільшого успіху в своїй спортивній кар'єрі домігся в сезоні 2013 року, коли побував на чемпіонаті Європи в Мінську і привіз звідти бронзову нагороду, виграну в напівсередній вазі. В першому бою Богдан переміг Адама Нолана (Ірландія) — 3-0, в чвертьфіналі — іспанця Юба Ндіає Сіссокйо — 3-0, в півфіналі одноголосним рішенням суддів зазнав поразки від росіянина Олександра Беспутіна — 0-3.
На чемпіонаті України 2014 року в Києві дійшов тільки до чвертьфіналу, поступившись Ігорю Нестерову.
У 2015 році в складі команди «Українські отамани» брав участь в матчевих зустрічах ліги World Series of Boxing.
Завершивши спортивну кар'єру, зайнявся тренерською діяльністю.